# Xavier Arnozan
Charles Louis Xavier Arnozan, né le 12 novembre 1852 à Bordeaux et mort le 5 février 1928 dans la même ville, est un médecin français, professeur de thérapeutique puis de clinique médicale à la faculté de médecine de Bordeaux, membre de l'Académie de médecine, adjoint au maire de Bordeaux Fernand Philippart, chargé des questions d'hygiène.

## Aperçu biographique

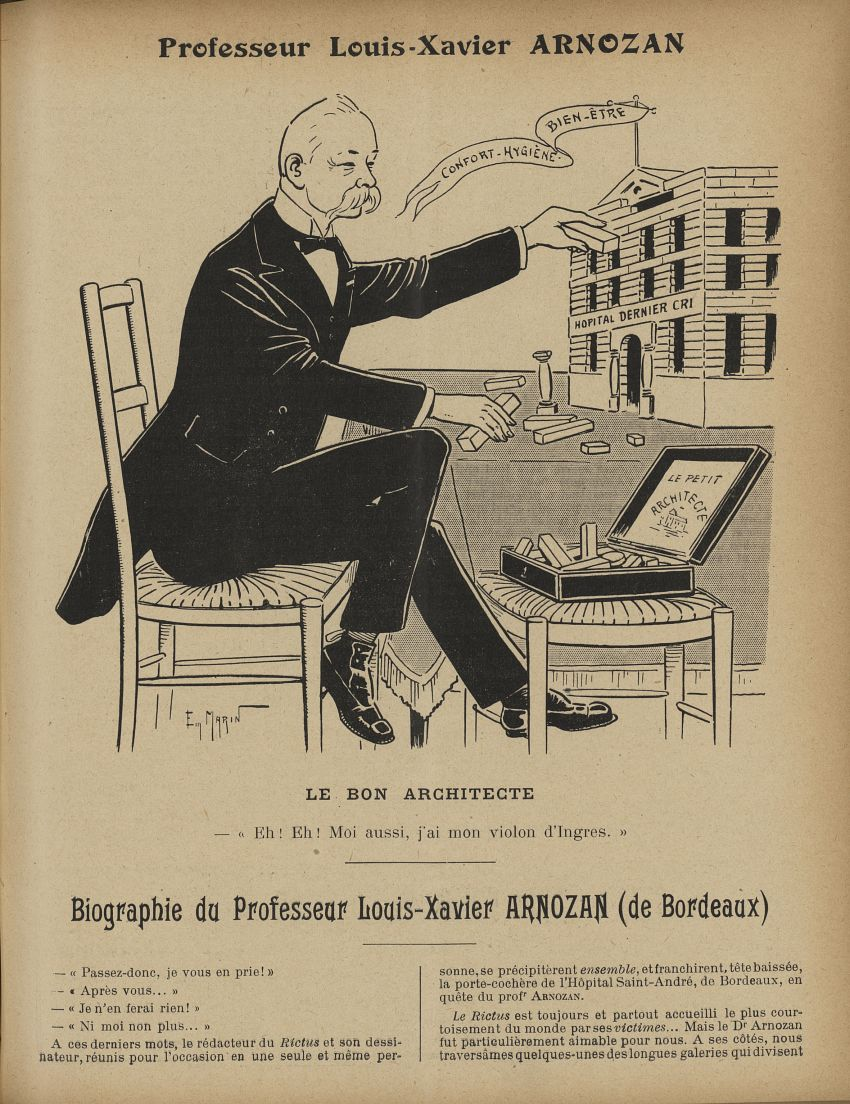
Caricature du Professeur Louis Xavier Arnozan

Descendant d'une famille de négociants, il est le fils du pharmacien et du président de la Société de médecine et de chirurgie de Bordeaux, Alfred Arnozan (1815-1888), et de Françoise Clémence Louise Girard. Il est le petit-fils du chirurgien accoucheur Amand Arnozan (1779-1861). Son frère, Gabriel Arnozan (1848-1908) reprendra la pharmacie familiale.
Après de brillantes études secondaires, il poursuit des études de médecine à la faculté de Bordeaux où il a pour maîtres : Maurice Denucé (d) et Paul-Louis Lande. Il devient interne des hôpitaux de Bordeaux en 1872 avant de se rendre à Paris en 1874 pour y continuer son internat pendant quatre années. En 1879, il soutient sa thèse de médecine intitulée « Étude expérimentale des actes mécaniques du vomissement », qui lui vaut une médaille de bronze. Il devient agrégé en 1880,.
L'année suivant il retourne dans sa ville natale pour occuper le poste de directeur du laboratoire d'histologie puis chargé du cours complémentaire de clinique des maladies syphilitiques et cutanées en 1889. Il occupe ensuite la chaire de thérapeutique à partir de 1892 et termine sa carrière universitaire en tant que professeur de clinique médicale jusqu'en 1922.
En parallèle, Arnozan devient adjoint au maire de Bordeaux pendant treize années, membre de la commission administrative des Hospices civils de Bordeaux et vice-président de la Fédération anti-tuberculeuse de la Gironde. Il crée des dispensaires antituberculeux et antivénériens.

## Travaux
Il décrit le syndrome d'Arnozan connu aussi sous le nom de folliculite décalvante de Quinquaud.
Avec Louis Vaillard (d) (1850-1935), il montrera que la ligature du canal de Wirsung cause l'atrophie du pancréas mais pas de diabète en contradiction avec les travaux de Joseph von Mering (1849-1908) et Oskar Minkowski.
Il est le directeur du Journal de médecine de Bordeaux.

## Œuvres et publications
- Étude expérimentale sur les actes mécaniques du vomissement, V.-A. Delahaye et Cie (Paris), 1879, 1 vol., 114 p., lire en ligne sur Gallica.
- Lésions consécutives aux maladies du système nerveux, Parent (Paris), 1880 - 255 p.
- « Névrome plexiforme », in: J Med Bordeaux, 1885, vol. 15, p. 72-78.
- Des Rapports de la dermatologie avec les diverses branches de la médecine, impr. de G. Gounouilhou (Bordeaux), 1889.
- Exposé des titres et travaux scientifiques du Dr X. Arnozan candidat à la chaire de thérapeutique de la Faculté de médecine de Bordeaux, Impr. G. Gounouilhou (Bordeaux), 1892, Texte intégral.
- Recueil d'observations dermatologiques. Sclérodermie, névromes plexiformes, lupus verruqueux, acné hypertrophique, xeroderma pigmentosum, impr. de G. Gounouilhou (Bordeaux), 1892.
- Revue statistique des affections cutanées observées à la clinique annexe de la Faculté de Bordeaux (1889-1892), Féret et fils (Bordeaux), 1893.
- Soignons-nous les malades mieux qu'autrefois ?, impr. de G. Gounouilhou (Bordeaux), 1893, lire en ligne sur Gallica.
- « Folliculites dépilantes des parties glabres », in Bull Soc Fr Dermatol Syph, 1897, vol. 3, p. 187.
- Précis de thérapeutique, Octave Doin (Paris), 1900.
- « La Question des infirmières », in: Journal de médecine de Bordeaux, (15 novembre 1903), p. 741-42.
- « L'Alcool et le vin devant la médecine », Extrait des Comptes rendus du Congrès des Sociétés savantes en 1903 Impr. nationale (Paris), 1904.
- Les Résultats de la prophylaxie antituberculeuse à Arcachon, [rapport 2e Congrès français de climatothérapie et d'hygiène urbaine, Arcachon, 24-28 avril 1905], éditions de la Revue des idées, 1905.
- Les Réformes dans l'organisation des études médicales, [rapport présenté à l'assemblée de la Faculté de médecine de Bordeaux et adopté par elle le 21 décembre 1905], impr. de G. Gounouilhou (Bordeaux), 1906 - 24 p.
- « Les troubles de la Faculté de médecine de Paris », in: Journal de médecine de Bordeaux, 1908, p. 82, Texte intégral.
- Précis de consultations médicales, O. Doin et fils (Paris), 1910 - 478 p.
- Les régimes diurétiques, 1911 - 36 p.
- « Chronique médicale bordelaise. Transformation nécessaire », in: Journal de médecine de Bordeaux, 1912, 52. p. 834,

En collaboration
- avec MM. Routier : De la Cautérisation linéaire des paupières contre le blépharospasme et l'entropion, Extrait du journal La France médicale du 6 et 10 mars 1878, V.-A. Delahaye (Paris), 1878, lire en ligne sur Gallica.
- avec le Dr E. Régis  Un Cas de crétinisme sporadique avec pseudo-lipomes symétriques susclaviculaires, impr. de Gounouilhou (Bordeaux), 1888.
- avec Louis Vaillard (d) : « Contribution a l'Étude du Pancréas du Lapin. Lésions provoquées par la ligature du canal de Wirsung », in: Arch Physiol Norm Pathol, 3 (1884): 287-316.* avec les Drs L. Lande et Gabriel Maurange: Deux Cas d'anthrax guéri par les injections sous-cutanées d'acide phénique, impr. de G. Gounouilhou (Bordeaux), 1889, lire en ligne sur Gallica.
- avec Dr Jacques Carles : Quelques Remarques nouvelles sur les abcès de fixation, Extrait de La Province médicale (23 décembre 1905), 1906, lire en ligne sur Gallica.
- avec H. Lamarque : Précis d'hydrologie médicale, O. Doin (Paris), 1913 - 696 p.
- avec L. Lenoir : « Vitiligo avec troubles nerveux sensitifs et sympathiques: l’origine sympathique du vitiligo », in Bull Soc Fr Dermatol Syphil, 1922, vol. 12, p. 124-140.

Préface
- Albert Fraikin : Études radio-cliniques sur l'appareil digestif. Déséquilibre du ventre et appendicite chronique, Norbert Maloine, 1928.

## Distinctions et hommages
- Officier de l'Ordre royal de Saint-Sava[2].
- Commandeur de la Légion d'honneur le 8 février 1927[5],[2].
- Membre correspondant non-résidant de l'Académie de médecine du 11 février 1913 au 23 juin 1925[6],[2].

Un hôpital situé à Pessac, faisant partie du CHU de Bordeaux (Groupe hospitalier Sud), porte son nom.